# Perítio

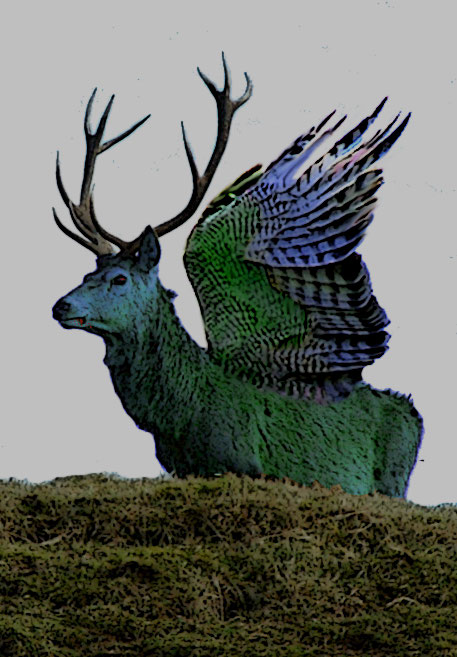
Interpretação artística de um perítio.

O perítio, também conhecido como períton (traduzindo a forma anglicizada peryton) é um animal mitológico híbrido que combina as características físicas de um veado e um pássaro e cuja origem derivaria de um suposto manuscrito medieval há muito perdido.
O perítio, do espanhol peritio, como foi nomeado originalmente por Jorge Luis Borges em seu Livro dos Seres Imaginários de 1957, foi descrito como uma criatura azul esverdeada com o corpo de um veado e as asas de uma águia. O perítio de Borges é um magnífico paradoxo: cativante e desarmante na aparência, a criatura possui uma dimensão escura e uma natureza inesperada. A dualidade do perítio incorpora conceitos intrigantes de contraste e contradição: o difícil e o fácil das coisas; uma energia protetora e sedutora; o espírito de guerreiros vulneráveis; uma selvageria refinada; a percepção de que capturado dentro de autêntica beleza é algo imperfeito e incomum.